# Saint-Jean-en-Royans
Saint-Jean-en-Royans is een gemeente in het Franse departement Drôme (regio Auvergne-Rhône-Alpes). De plaats maakt deel uit van het arrondissement Valence. Saint-Jean-en-Royans telde op 1 januari 2022 2.827 inwoners.

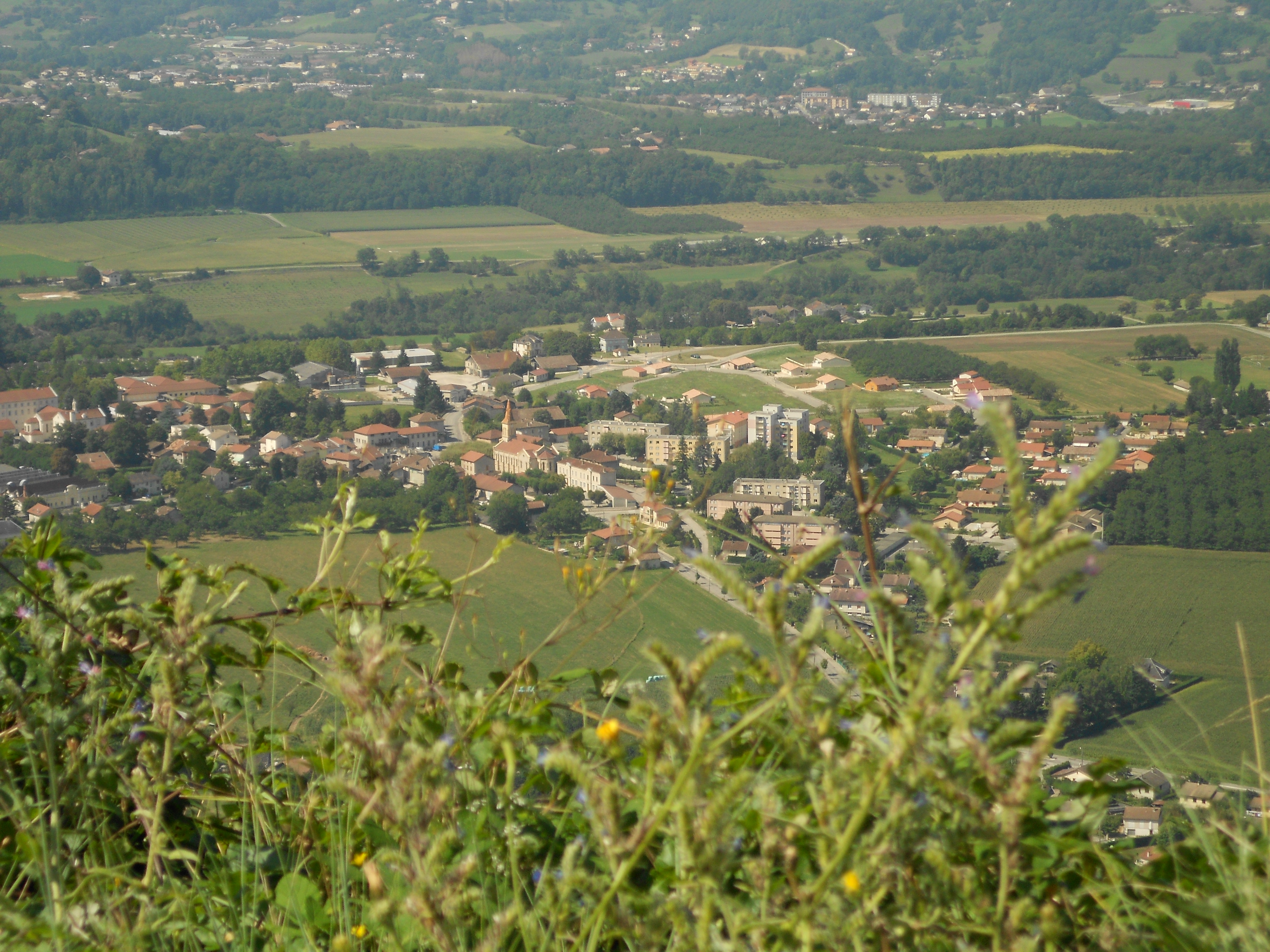
Saint-Jean-en-Royans
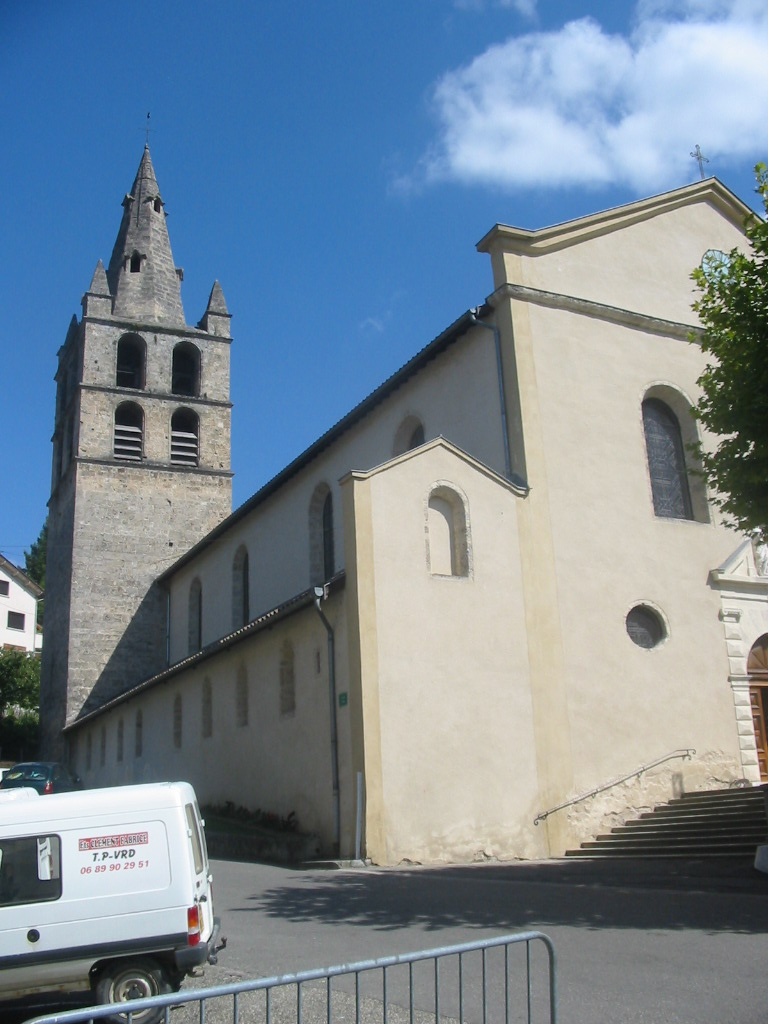
Kerk van Saint-Jean-en-Royans

## Geografie
De oppervlakte van Saint-Jean-en-Royans bedraagt 27,86 vierkante kilometer; de bevolkingsdichtheid is 101 inwoners per km² (per 1 januari 2019).

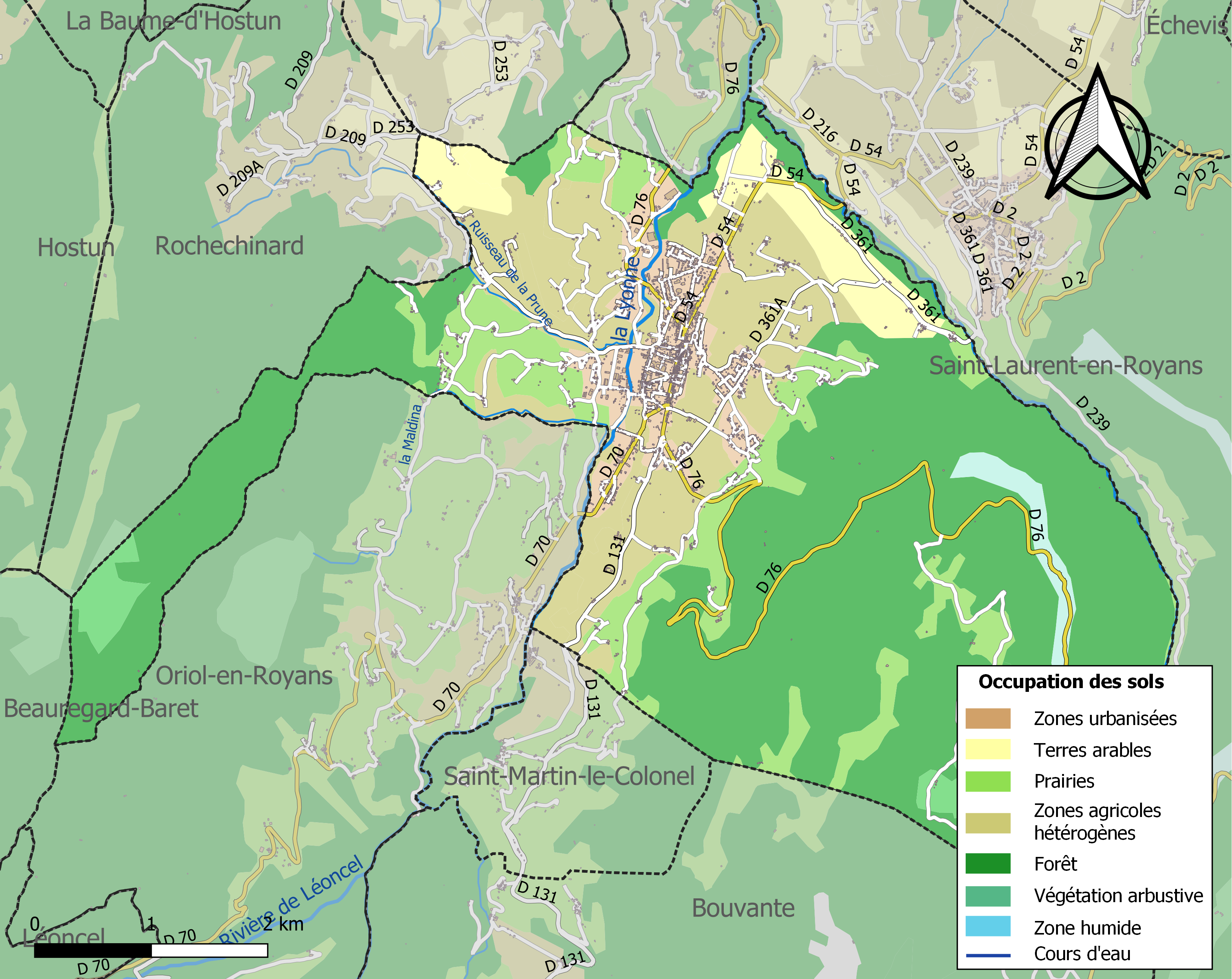
Kaart van de gemeente met belangrijkste infrastructuur, bodemgebruik en omliggende gemeenten

## Demografie
Onderstaande figuur toont het verloop van het inwonertal (bron: INSEE-tellingen).